# Трегье (кантон)
Трегье́ (фр. Tréguier) — кантон во Франции, находится в регионе Бретань, департамент Кот-д’Армор. Входит в состав округа Ланьон.

## История
До 2015 года в состав кантона входили коммуны:
| Коммуна      | Население, чел. (1999) | Почтовый индекс | Код INSEE |
| ------------ | ---------------------- | --------------- | --------- |
| Камлес       | 711                    | 22450           | 22028     |
| Коатревен    | 382                    | 22450           | 22042     |
| Лангоат      | 1 057                  | 22450           | 22101     |
| Ланмерен     | 331                    | 22300           | 22110     |
| Минии-Трегье | 1 063                  | 22220           | 22152     |
| Пенвенан     | 2 434                  | 22710           | 22166     |
| Плугрескан   | 1 402                  | 22820           | 22218     |
| Плугьель     | 1 858                  | 22220           | 22221     |
| Трегье       | 2 679                  | 22220           | 22362     |
| Трезени      | 272                    | 22450           | 22381     |

В результате реформы 2015 года состав кантона был изменен. В него вошли отдельные коммуны упраздненных кантонов Ла-Рош-Дерьен и Лезардриё.
С 1 января 2019 года состав кантона изменился: коммуны Ангоат, Ла-Рош-Дерьен, Помрит-Жоди и Пульдуран образовали новую коммуну Ла-Рош-Жоди.

## Состав кантона с 22 марта 2015 года
В состав кантона входят коммуны (население по данным Национального института статистики за 2019 г.):
- Камлес (841 чел.)
- Керборс (289 чел.)
- Коатревен (495 чел.)
- Ла-Рош-Жоди (2 713 чел.)
- Лангоат (1 133 чел.)
- Ланмерен (601 чел.)
- Ланмоде (404 чел.)
- Лезардриё (1 480 чел.)
- Минии-Трегье (1 262 чел.)
- Пенвенан (2 494 чел.)
- Плёбьян (2 298 чел.)
- Плёданьель (936 чел.)
- Плёмёр-Готье (1 197 чел.)
- Плугрескан (1 166 чел.)
- Плугьель (1 733 чел.)
- Тредарзек (1 060 чел.)
- Трегье (2 416 чел.)
- Трезени (351 чел.)
- Трогери (224 чел.)

## Население
| 1962   | 1968   | 1975   | 1982   | 1990   | 1999   | 2006   | 2012   | 2016   |
| ------ | ------ | ------ | ------ | ------ | ------ | ------ | ------ | ------ |
| 12 826 | 12 559 | 12 499 | 12 404 | 12 559 | 12 189 | 12 694 | 12 811 | 23 577 |

## Политика
На президентских выборах 2022 г. жители кантона отдали в 1-м туре Эмманюэлю Макрону 31,2 % голосов против 21,7 % у Марин Ле Пен и 20,0 % у Жана-Люка Меланшона; во 2-м туре в кантоне победил Макрон, получивший 61,8 % голосов. (2017 год. 1 тур: Эмманюэль Макрон – 26,1 %, Жан-Люк Меланшон – 19,7 %, Франсуа Фийон – 19,1 %, Марин Ле Пен – 17,0 %; 2 тур: Макрон – 72,2 %. 2012 год. 1 тур: Франсуа Олланд — 32,6 %, Николя Саркози — 24,6 %, Марин Ле Пен — 14,8 %; 2 тур: Олланд — 58,4 %).
С 2021 года кантон в Совете департамента Кот-д’Армор представляют мэр коммуны Плёмёр-Готье Пьеррик Гуроннек (Pierrick Gouronnec) (Социалистическая партия) и член совета коммуны Пенвенан Грациелла Сегони (Graziella Segoni) (Разные левые).
|                | Кандидаты                         | Партия                   | Первый тур | Первый тур     | Второй тур | Второй тур |
| Кол-во голосов | Кандидаты                         | Партия                   | % голосов  | Кол-во голосов | % голосов  |            |
| -------------- | --------------------------------- | ------------------------ | ---------- | -------------- | ---------- | ---------- |
|                | Пьеррик Гуроннек Грациелла Сегони | Левый блок               | 3 768      | 49,11          | 4 456      | 58,52      |
|                | Гюирек Аран Кристель Боверже      | Разные центристы         | 2 611      | 34,03          | 3 158      | 41,48      |
|                | Соня Люка Марк Менги              | Национальное объединение | 1 012      | 13,19          |            |            |
|                | Аньес Дамблан Жерар Монье         | Крайне левые             | 282        | 3,68           |            |            |

|                | Кандидаты                       | Партия                  | Первый тур | Первый тур     | Второй тур | Второй тур |
| Кол-во голосов | Кандидаты                       | Партия                  | % голосов  | Кол-во голосов | % голосов  |            |
| -------------- | ------------------------------- | ----------------------- | ---------- | -------------- | ---------- | ---------- |
|                | Пьеррик Гуроннек Изабель Никола | Социалистическая партия | 3 816      | 36,48          | 5 331      | 54,36      |
|                | Патрисия Ле Гоа Дидье Рогар     | Разные правые           | 3 139      | 30,01          | 4 475      | 45,64      |
|                | Соня Люка Давид Рогар           | Национальный фронт      | 2 003      | 19,15          |            |            |
|                | Джамиля Лоньоне Рене Менги      | Левый фронт             | 1 179      | 11,27          |            |            |
|                | Гвенаэль Анри Розлин Ле Мулек   | Разные левые            | 324        | 3,10           |            |            |